# Hayuma Tanaka
Hayuma Tanaka (田中 隼磨 Tanaka Hayuma?,  nacido el 31 de julio de 1982 en Matsumoto, Nagano) es un futbolista japonés que se desempeña como defensa.
En 2006, Tanaka jugó para la selección de fútbol de Japón.

## Trayectoria

### Clubes
| Club                | País  | Año               |
| ------------------- | ----- | ----------------- |
| Yokohama F. Marinos | Japón | 2000 - 2008       |
| Tokyo Verdy         | Japón | 2002 - 2003       |
| Nagoya Grampus      | Japón | 2009 - 2013       |
| Matsumoto Yamaga FC | Japón | 2014 - Actualidad |

### Selección nacional
| Selección | País  | Año  |
| --------- | ----- | ---- |
| Absoluta  | Japón | 2006 |

## Estadística de equipo nacional
| Selección de Japón | Selección de Japón | Selección de Japón |
| Año                | Part.              | Goles              |
| ------------------ | ------------------ | ------------------ |
| 2006               | 1                  | 0                  |
| Total              | 1                  | 0                  |

## Palmarés

### Títulos nacionales
| Título         | Club                | País  | Año  |
| -------------- | ------------------- | ----- | ---- |
| Copa J. League | Yokohama F. Marinos | Japón | 2001 |
| J1 League      | Yokohama F. Marinos | Japón | 2004 |
| J1 League      | Nagoya Grampus      | Japón | 2010 |